# Benguelaheek
De benguelaheek (Merluccius polli) is een straalvinnige vis uit de familie van heken (Merlucciidae), orde van kabeljauwachtigen (Gadiformes). De vis kan een lengte bereiken van 80 centimeter.

## Leefomgeving
De benguelaheek is een zoutwatervis. De soort komt voor in diep water in de Atlantische Oceaan op een diepte van 50 tot 600 meter.

## Relatie tot de mens
De benguelaheek is voor de visserij van beperkt commercieel belang. In de hengelsport wordt er weinig op de vis gejaagd.